# ティトゥス・オタキリウス・クラッスス
ティトゥス・オタキリウス・クラッスス（ラテン語: Titus Otacilius Crassus）は、共和政ローマ中期の政治家・軍人。紀元前261年にルキウス・ウァレリウス・フラックスと共に執政官（コンスル）に選出され、第一次ポエニ戦争を指揮した。

## 経歴
クラッスス、フラックスの両執政官共に、シケリア（シチリア）に派遣され、カルタゴと戦った。クラッススはローマ側に投降しようとしたガリア人傭兵4,000人を殺したとされる。フロンティヌスによれば、シキリアのガリア人傭兵4000人の報酬支払いが滞っており、彼らは脱走を企てていた。そこでカルタゴの司令官のハンノは報酬の増額を約束し、感謝したガリア人に狩りに出る許可を与えつつ、横領したので逃げてきたと偽らせて信頼できる者をクラッススの元に送り、ガリア人たちが出てくることを知らせた。クラッススはすぐに信用しなかったが、見逃すわけにもいかないと待ち伏せし、彼らを全滅させたという。
クラッススはマルクス・クラウディウス・マルケッルスの前妻と結婚している。マルケッルスの同名の息子マルクス・クラウディウス・マルケッルスは「ローマの剣」と称された有名な将軍であるが、そのクラッススとは半兄弟となる。紀元前263年の執政官マニウス・オタキリウス・クラッススは兄弟と推定される。

## 参考資料
- Thomas Robert Shannon Broughton : The Magistrates of the Roman Republic . Vol. 1, New York, 1951, p. 204.